# Черкезица
Черкезица е река в Южна България – Област Пловдив, общини Асеновград и Садово, десен приток на река Марица. Дължината ѝ е 48 km. Отводнява североизточните склонове на рида Добростан и най-западните части на Хасковската хълмиста област. Защитена зона BG0000437, влиза в Натура 2000, основен водоизточник за язовир „40-те извора", след това минава покрай с. Богданица и при 180 m.н.в. в нея се влива р. Сушица (Най-голям приток). 
Река Сушица извира под името Голяма Сушица на 1020 m н.в. в рида Добростан на Западните Родопи, западно от с. Врата, община Асеновград. До язовир „Сушица" тече в дълбока и залесена долина в северна посока. След язовира продължава в северна посока под името Сушица, навлиза в Горнотракийската низина, а след село Болярци завива на североизток, като тече в широка алувиална долина. Влива се отдясно в река Черкезица, а след това и в р.Марица на 137 m н.в., на 1,2 km северозападно от село Поповица.
Площта на водосборния басейн на реката е 269 km2, което представлява 0,51% от водосборния басейн на Марица, а границите на басейна ѝ са следните:
- на изток – с водосборния басейн на река Мечка, десен приток на Марица;
- на запад и югозапад – с водосборния басейн на Чепеларска река, десен приток на Марица.

Основни притоци на р. Сущица: → ляв приток, ← десен приток
- ← Чолакдере с два микроязовира до с. Тополово
- → Луда яна (Широката река), влива се в река Сушица на 242,6 m.н.в. след с. Стоево
- → Манастирско дере

Реката е с дъждовно подхранване, като максимумът е в периода март-май, а минимумът – август-септември. Среден годишен отток при село Поповица – 1,23 m3/s.
По течението на реката са разположени землищата на 5 села:
- Община Асеновград – Горнослав, Долнослав, Избегли, Златовръх, Боянци,
- Община Садово –БолярциБогданица, Селци, Поповица;

В Горнотракийската низина водите ѝ се използват за напояване.
По долината на реката преминава участък от 10,2 km (от Поповица до Болярци) от третокласен път № 804 от Държавната пътна мрежа Поповица – Асеновград.

## Топографска карта
- Лист от карта K-35-62. Мащаб: 1 : 100 000.
- Лист от карта K-35-63. Мащаб: 1 : 100 000.
- Лист от карта K-35-74. Мащаб: 1 : 100 000.
- Лист от карта K-35-75. Мащаб: 1 : 100 000.